# Concistori di papa Eugenio III

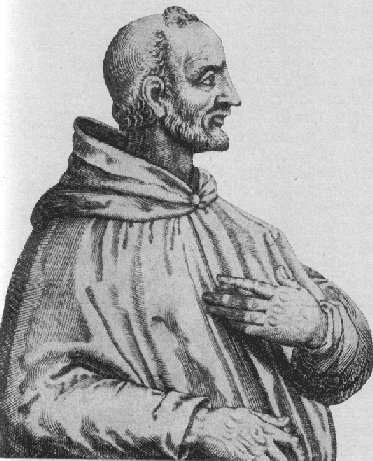
Papa Eugenio III

Questa voce raccoglie l'elenco completo dei concistori per la creazione di nuovi cardinali presieduti da papa Eugenio III, con l'indicazione di tutti i cardinali creati di cui si hanno informazioni documentarie (38 nuovi cardinali in 6 concistori). I nomi sono posti in ordine di creazione.

## 1145 (I)
- Bernardo, Can.Reg. S. Frediano (Lucca), priore del Monastero Lateranense (Roma); creato cardinale presbitero di San Clemente (morto verso fine 1176)
- Giordano Bobone, creato cardinale diacono (diaconia ignota) (morto nel 1165)
- Guy, creato cardinale diacono di Santa Maria in Portico Octaviae (morto ca. 1159)
- Raniero Marescotti, creato cardinale diacono dei Santi Sergio e Bacco (morto verso luglio 1145)
- Cinzio, creato cardinale diacono dei Santi Sergio e Bacco, dopo luglio 1145 (morto nel 1148)
- Bercarco, creato cardinale diacono (diaconia ignota)
- Gerardo, creato cardinale diacono (diaconia ignota)
- Guido, creato cardinale diacono (diaconia ignota)

## 1146 (II)
- Nicholas Breakspear, Can.Reg. St. Ruf (Avignone), abate generale del suo Ordine; creato cardinale vescovo di Albano; eletto Papa Adriano IV il 4 dicembre 1154 (morto nel settembre 1159); primo, e finora unico, Papa di nazionalità inglese
- Bernard, O.S.B.Cas., creato cardinale presbitero (titolo ignoto)
- Gregorio, creato cardinale diacono (diaconia ignota) (morto nel 1153)

## 1148 o 1149 (III)
- Guido, creato cardinale vescovo di Ostia (morto verso febbraio 1150)
- Giovanni, creato cardinale presbitero di San Marco (morto prima di marzo 1151)
- Greco, creato cardinale diacono dei Santi Sergio e Bacco (morto forse nell'agosto 1149)
- Gerardo Caccianemici, canonico capitolare della Cattedrale di Pisa; creato cardinale diacono di Santa Maria in Via Lata (morto alla fine del 1155)
- Galfroy, creato cardinale diacono (diaconia ignota) (morto ca. 1175)
- Gualterio, creato cardinale diacono di Santa Maria in Portico Octaviae (morto ca. 1155)

## 1150 (IV)
- Hughes, O.Cist., abate del monastero di Trois-Fontaines (Châlons-sur-Marne); creato cardinale vescovo di Ostia e Velletri; morto nel dicembre 1158; beato
- Giovanni Conti, creato cardinale presbitero dei Santi Giovanni e Paolo (morto nel 1182)
- Gerardo, creato cardinale presbitero di Santo Stefano al Monte Celio (morto prima di settembre 1159)
- Cenzio, creato cardinale presbitero di San Lorenzo in Lucina (morto prima di dicembre 1158)
- Rolando Bandinelli, Can.Reg.Lat., creato cardinale diacono dei Santi Cosma e Damiano; eletto Papa Alessandro III il 7 settembre 1159 (morto nell'agosto 1181)
- Errico Moricotti, O.Cist., abate del monastero dei Ss. Vincenzo e Anastasio (Roma); creato cardinale presbitero dei Santi Nereo e Achilleo (morto nel 1179)
- Giovanni Mercone, arcidiacono di Tiro; creato cardinale presbitero dei Santi Silvestro e Martino ai Monti (morto nel 1169)
- Cenzio, creato cardinale diacono di Santa Maria in Aquiro (morto verso febbraio 1152 o durante il pontificato di Papa Adriano IV)
- Giovanni, creato cardinale diacono dei Santi Sergio e Bacco (morto dopo dicembre 1154)
- Sylvester, O.S.B., abate del monastero di Subiaco; creato cardinale (è ignoto il titolo o la diaconia)
- Jean, O.S.B.Clun., abate del monastero di Déols (Bourges); creato cardinale diacono (diaconia ignota)
- Ardizzone, vescovo di Cuma; creato cardinale presbitero (titolo ignoto)
- Matteo, creato cardinale (è ignoto il titolo o la diaconia) (morto prima del 1166)
- Guido di Crema, creato cardinale diacono di Sant'Eustachio; eletto Antipapa Pasquale III nell'aprile 1164 (morto nel settembre 1168, senza essersi riconciliato)

## 1151 (V)
- Alberto, creato cardinale diacono di Sant'Eustachio (morto ca. 1156)
- Bernard, O.Cist., creato cardinale diacono dei Santi Cosma e Damiano (morto verso luglio 1153); beato, la sua memoria è il 1º maggio

## 1152 (VI)
- Ildebrando Grassi, Can.Reg. S. Maria di Reno, amministratore della Diocesi di Modena; creato cardinale diacono di Sant'Eustachio (morto nel 1178)
- Ottone, creato cardinale diacono di San Nicola in Carcere (morto tra fine 1174 e maggio 1175)
- Ildebrando, creato cardinale diacono (diaconia ignota)
- Odone, creato cardinale diacono (diaconia ignota)
- Gregorio, creato cardinale diacono dei Santi Vito e Modesto (morto dopo il 1159)

## Fonti
- (EN) Current and historical information about the Bishops and Dioceses of the Catholic Hierarchy around the world, su catholic-hierarchy.org.
- (EN) Salvador Miranda, Eugenius III, su fiu.edu – The Cardinals of the Holy Roman Church, Florida International University. URL consultato il 27 luglio 2015.